# Diga di Neckertal
La diga di Neckertal è la maggiore diga della Namibia, costruita da Salini Impregilo con lo scopo di fornire acqua ad una zona desertica e di produrre energia elettrica.
Si trova sul fiume Fish nel distretto elettorale di Berseba nella regione di ǁKaras.
Inaugurata nel marzo 2020, la diga è alta 80 metri per 518 di lunghezza del coronamento.
Il bacino generato, il maggiore della Namibia, avrà una superficie di 40 km² per un volume del bacino di 857 milioni di metri cubi e consentirà di irrigare 5 000 ettari tramite una condotta di 11 chilometri.
Dispone di 2 turbine Francis da 1,5 MW ciascuna.

## Costruzione
L'idea di costruire una diga vicino a Keetmanshoop emerse già durante la colonizzazione tedesca. Dopo l'indipendenza della Namibia nel 1990, la progettazione procedette lentamente. Sebbene accolto come promettente progetto per la creazione di posti di lavoro, in particolare dopo che la commissione sottolinea lo scopo d'irrigazione, non c'erano più dubbi sulla necessità di costruzione. La diga di Naute nella stessa area, così come una diga di irrigazione, sono sottoutilizzate. Tuttavia, per uno schema di irrigazione di 5.000 ettari (12.000 acri) come previsto per la diga Neckartal, la diga di Naute era considerata troppo piccola.
La società italiana Salini Impregilo si è aggiudicata la gara d'appalto da 2,8 miliardi di dollari namibiani per costruire la diga nel marzo 2012. Dopo una contestazione legale da parte di un concorrente, la gara d'appalto è stata ritirata ma consegnata alla stessa società nell'agosto 2013. La costruzione è iniziata in un mese. Inizialmente previsto per 3 anni, il progetto è stato ritardato da un caso giudiziario e disordini del lavoro. Il suo completamento è avvenuto nell'ottobre 2018, dopo di che la fase di riempimento e l'inaugurazione è avventa nel marzo 2020.

## Fasi costruttive

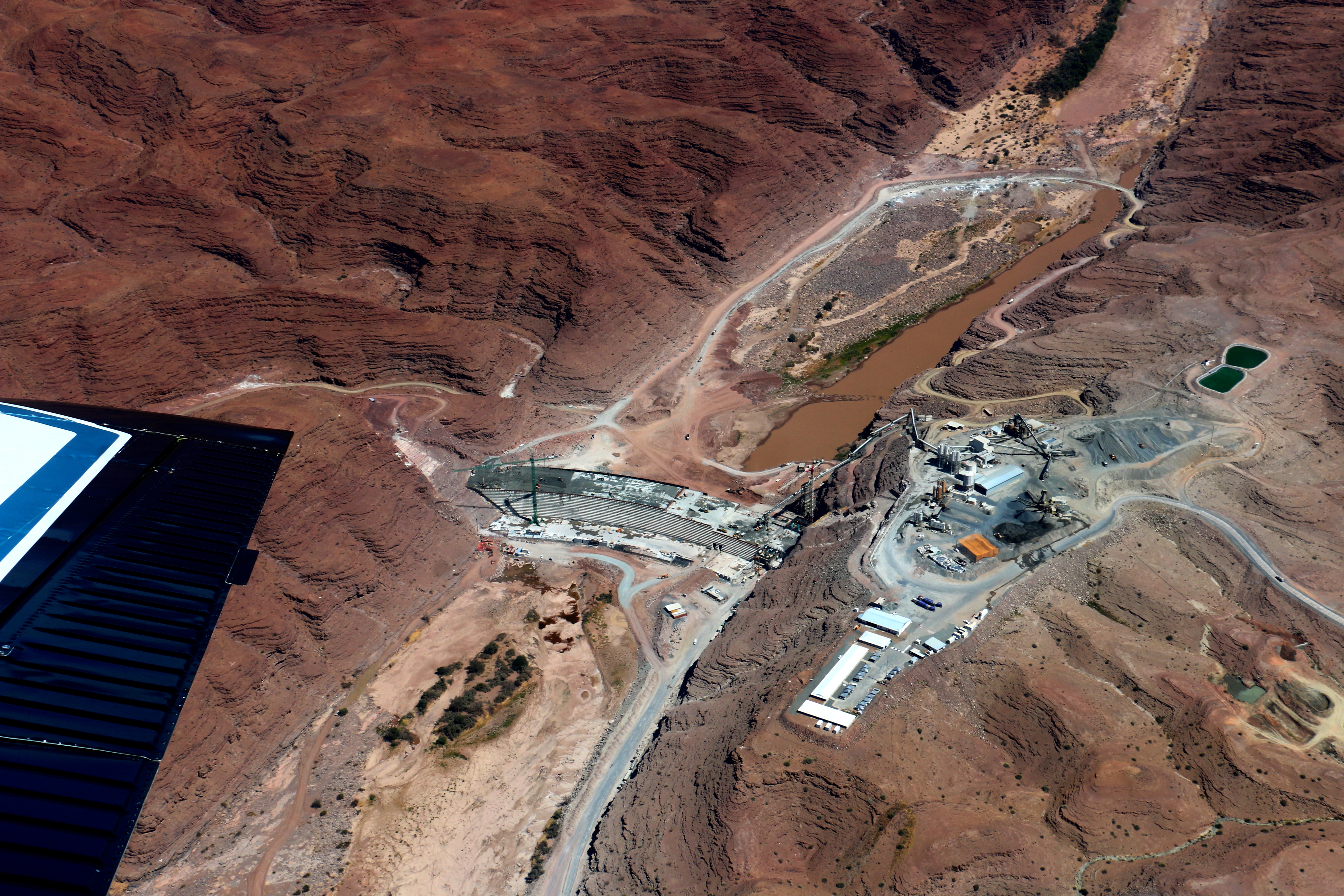
Diga di Neckertal in costruzione nell'ottobre 2016
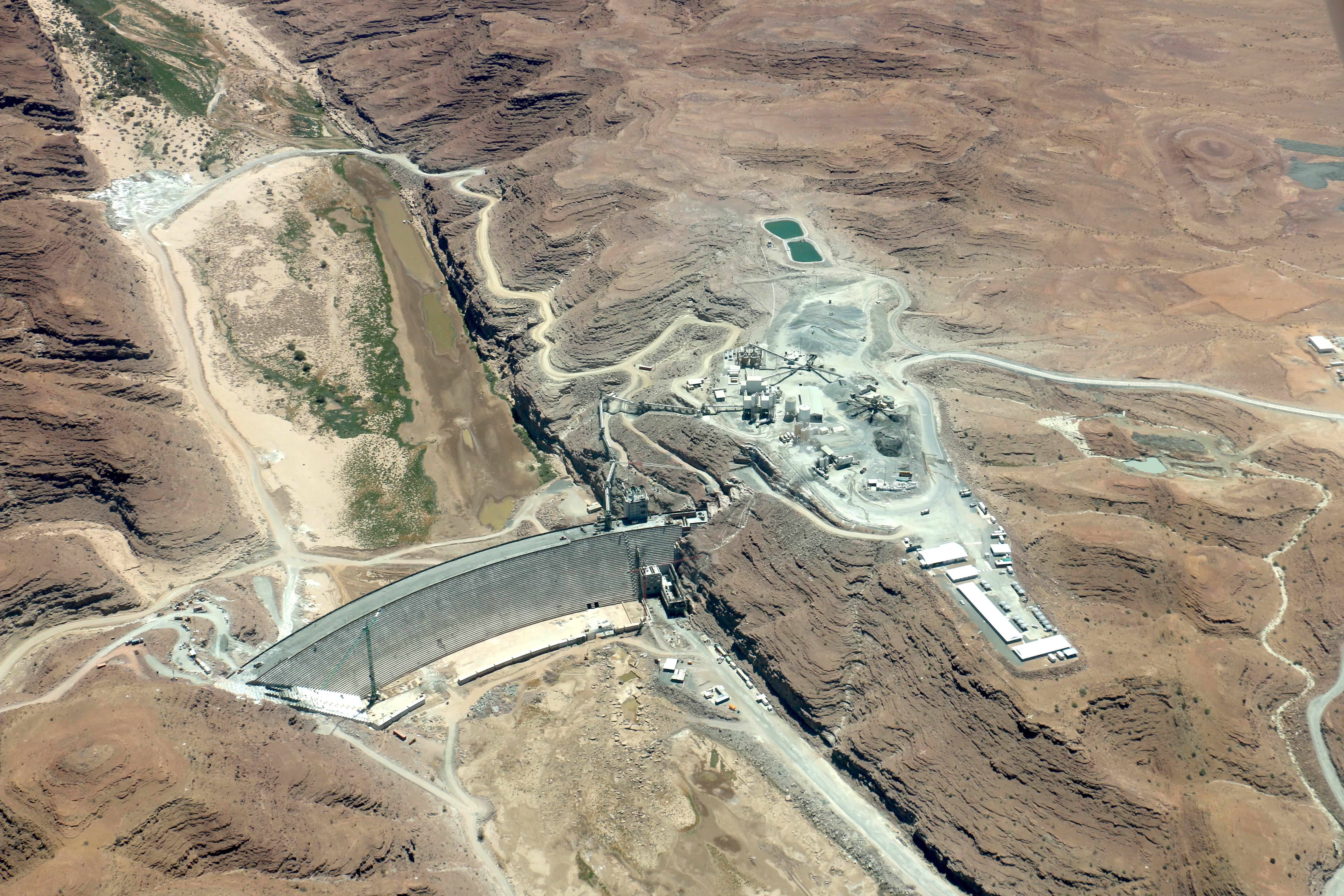
Diga in costruzione nell'ottobre 2017
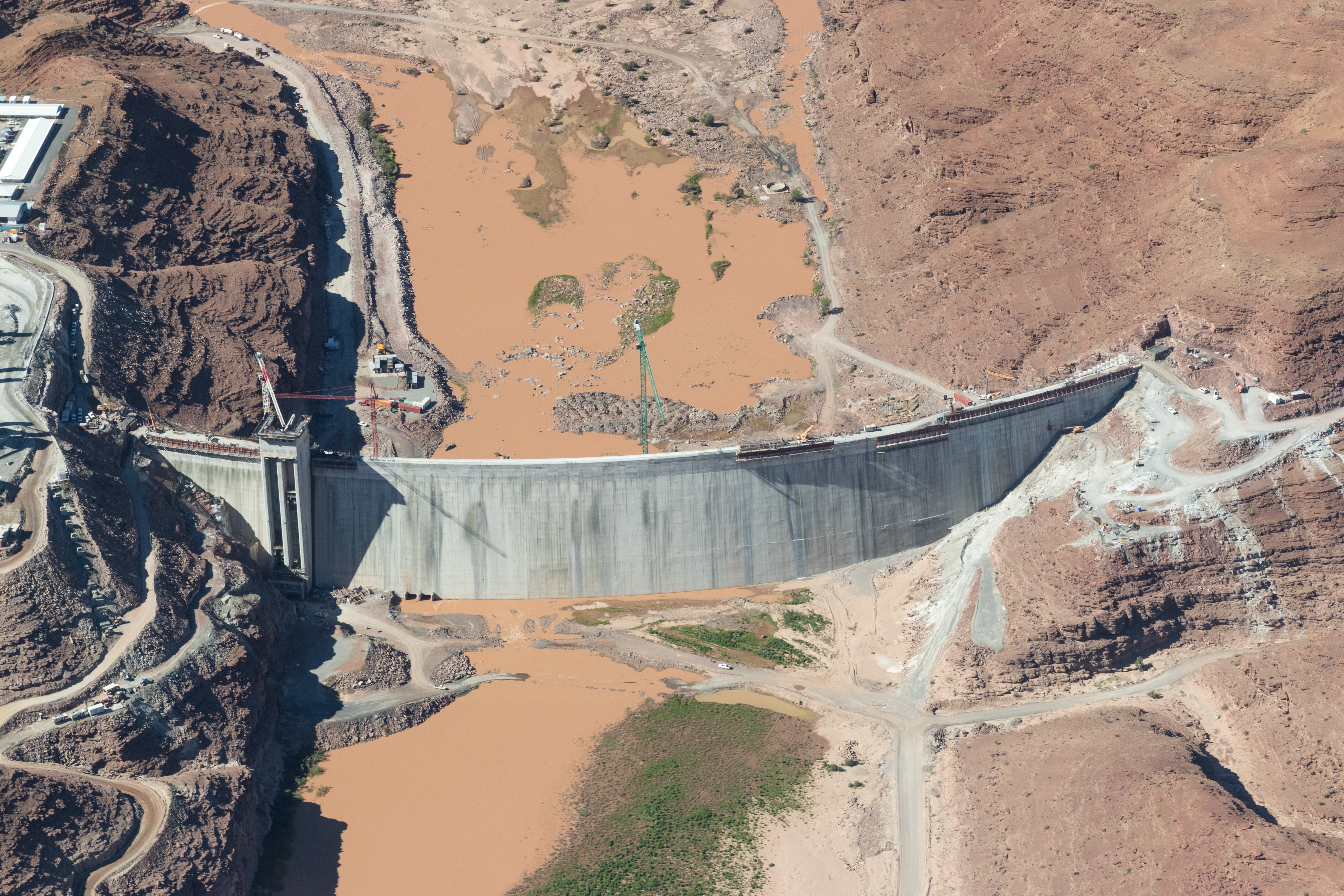
Neckartal verso la fine dei lavori nell'aprile 2018